# Alekszej Mihajlovics Cserjomuhin
Alekszej Mihajlovics Cserjomuhin (orosz betűkkel: Алексей Михайлович Черёмухин; Moszkva, 1895. május 30. – Palanga, 1958. augusztus 19.) orosz származású szovjet mérnök, pilóta és repülőgép-tervező, az első szovjet helikopter, a CAGI 1–EA megalkotója. Az 1950-es évek elejétől a Tupoljev-tervezőirodában Andrej Tupoljev helyetteseként dolgozott.
Értelmiségi családban született. Apja, Mihail Nyikiforovics Cserjomuhin matematikatanár volt, aki a Kis- és a Nagyszínház iskolájában tanított. Anyja, Zinaida Alekszajevna Cserjomuhina nyelvtanár volt. 1914-ben kitüntetéssel végezte el a moszkvai 5. sz. fiúgimnáziumot. ezt követően beiratkozott a Szentpétervári Műszaki Főiskolára.
Az első világháború kitörése miatt azonban nem kezdte meg főiskolai tanulmányait, hanem önkéntesnek jelentkezett a cári hadsereg egyik repülő alakulatához. 1914. szeptember 5-én került az orosz hadsereg állományába. Közel nyolc hónapot szolgált a 13-as repülőalakulatnál, amikor 1915. június 17-én beiskolázták a Moszkvai Cári Repülési Társaság iskolájába, ahol Zsukovszkij négy hónapos elméleti repülési tanfolyamán vett részt. Az előadásokat Nyikolaj Zsukovszkij tanítványai tartották. Ott ismerkedett meg a Zsukovszkij tanítványaként előadást tartó Tupoljevvel. Ez az ismeretség döntő hatással volt későbbi pályafutására.

## Külső hivatkozások
- Cserjomuhin életrajza a Tupoljev-tervezőiroda oldalán (oroszul)
- E. L. Zalesszkaja, G. A. Cserjomuhin: Vidajuscsijszja ljotcsik i pilot, A. M. Cserjomuhin – ucsasztnyik pervoj mirovoj vojni, in: Isztoricseszkij arhiv, 1996/5–6. (oroszul)